# Paradies der Junggesellen
 Paradies der Junggesellen  ist eine Filmkomödie von Kurt Hoffmann aus dem Jahre 1939. Das Drehbuch entstand nach dem gleichnamigen Roman von Johannes Boldt.

## Handlung
Hugo Bartels (Heinz Rühmann) ist Standesbeamter. Darum wiegt es besonders schwer, dass er zu Beginn des Films bereits zum zweiten Mal geschieden wird. Sein Dienstherr und er kommen dahingehend überein, dass Hugo sich künftig vom weiblichen Geschlecht fernhalten werde. Auf einem Kameradschaftsabend findet er in zwei ehemaligen Marinekameraden gleichgesinnte Genossen: den Apotheker Cäsar Spreckelsen sowie den Studienrat Dr. Balduin Hannemann. Gemeinsam gründen sie die WG „Paradies der Junggesellen“ mit der Maßgabe, dass kein weibliches Wesen jemals ihre traute Dreisamkeit stören dürfe. Allerdings verliebt sich Hugo umgehend in die attraktive Vermieterin, Frau Platen. Um nicht allein wortbrüchig zu werden, verkuppelt er seine Freunde mit seinen beiden Ex-Frauen, Eva und Hermine Bartels. Der Plan geht auf: Caesar und Balduin verlieben sich drehbuchgemäß in die vorher instruierten Damen – und umgekehrt.

## Produktionsnotizen
Der Film wurde von Mitte April bis Anfang Juni 1939 in der Ufastadt Babelsberg gedreht. Die Außenaufnahmen entstanden in Berlin-Wannsee. Die Uraufführung erfolgte am 1. August 1939 im Ufa-Palast Hamburg.

## Trivia
Das im Film gesungene Lied Das kann doch einen Seemann nicht erschüttern! wurde ein Gassenhauer, der Kehrreim im deutschen Sprachraum zum geflügelten Wort. Im Verlauf des Zweiten Weltkriegs wurden Heinz Rühmann, Josef Sieber und Hans Brausewetter von Reichspropagandaminister Joseph Goebbels zum Vortrag des Lieds im Wunschkonzert für die Wehrmacht mit geändertem Text als Schmähung gegen Winston Churchill („Das muss den Ersten Seelord doch erschüttern“) gedrängt.